# ثلاث درجات من التأثير
ثلاث درجات من التأثير هو اسم لنظرية في علم الشبكات الاجتماعية،  أنشأها نيكولاس كريستاكيس و جيمس فاولر .. وجد كل من كريستاكيس و فاولر أن الشبكات الاجتماعية لها تأثير كبير على سلوك الأفراد. لا ينتهي التأثير الاجتماعي لا يقف عند حدود الأشخاص الذين نعرفهم. نحن تؤثر على أصدقائنا وهم بدورهم يؤثرون على أصدقائهم، وهذا يعني أن أفعالنا يمكن أن تؤثر على أناس لم نلتقِ بهم مطلقا. يؤكد كل من كريستكيس وفولر أن «كل شيء نفعله أو نقوله يميل إلى الانتشار من خلال شبكتنا، فنحن نحدث تأثيرا على أصدقائنا (درجة واحدة)، واصدقاء أصدقاءنا (درجتين)، وحتى اصدقاء اصدقاء اصدقائنا (ثلاث درجات). ثم يتبدد تأثيرنا تدريجيا ويتوقف ليكون بأثر ملحوظ على الناس ما وراء الحدود الاجتماعية التي تقع في ثلاث درجات من التباعد». الحجة هي في الأساس أن تأثيرات الأقران ليس من الضروري أن تتوقف عند درجة واحدة، وأنه إذا كان بامكاننا أن نؤثر على أصدقائنا، وبعد ذلك يمكننا (في كثير من الحالات) أن نؤثر على أصدقاء أصدقائنا، وهلم جرا. ومع ذلك، عبر مجموعة عريضة من إعدادات التجريبية، يبدو أن لن يكون للتأثير أي مغزى في الأفق الاجتماعي من ثلاث درجات بعد.
درس كريستاكيس وفاولر الظواهر من مختلف المجالات، مثل زيادة الوزن، والسعادة، والسياسة.
و زعموا أن مفتاح فهم الناس هو في فهم الصلات بينهم. الشبكات الاجتماعية لديها طوبولوجيات معينة. ويمكن أن تكون بسيطة أو معقدة، ضحلة أو عميقة. هذه الاختلافات تحدد الروابط بين الأعضاء وشكل التأثير.

## آلیة التأثير
تأثر الأفعال ينتقل من خلال الشبكات على نطاق ثلاث درجات (من وإلى أصدقاء أصدقاء أصدقاءك). وهذا التأثير يتبدد بعد ثلاث درجات لثلاثة أسباب:
1. التفكك الجوهري - تشوه المعلومة (مثل الهاتف اللعبة)
2. عدم استقرار الشبكة - الروابط الاجتماعية تصبح غير مستقرة مع أكثر من أربع درجات من الانفصال
3. هدف تطويري - نحن نتطور في مجموعات صغيرة حيث نكون مترابطين بثلاث درجات أو أقل

## الآثار الأخلاقية
فكرة تأثير شبكة تثير مسألة الإرادة الحرة، لأننا تتأثر بعوامل لا يمكننا السيطرة عليها و لسنا على علم بها أيضا. ادعى كل من كريستاكيس وفاولر بأن المجتمع يجب أن تستخدم المعرفة حول الشبكات الاجتماعية من أجل خلق مجتمع أفضل مع سياسة عامة أكثر كفاءة. وهذا ينطبق على جميع جوانب الحياة، من الصحة العامة إلى الاقتصاد. على سبيل المثال، أشاروا إلى أنه قد يكون من الأفضل تحصين الأفراد الواقعين في مركز الشبكة أكثر من الأفراد الضعفاء. المعنى الضمني الأخلاقي الأبرز هو أنه قد يكون أكثر فعالية تحفيز جماعات مفردة من أجل تجنب السلوك الإجرامي من أن نتوجه للأفراد أو معاقبة كل مجرم وحده.
إذا كنت متصلا مع كل الناس بواسطة ست درجات من الانفصال (وفقا لعلم النفس الاجتماعي ستانلي ميلغرام) وتأثير قد يصل إلى ثلاث درجات (كريستاكيس وفاولر)،هذا يعني ان الناس قادرون على الوصول إلى منتصف طريق تأثير بأي شخص في العالم.

## وصلات خارجية
- مقالة متعلقة بثلاث درجات من تأثير